# منتخب جمهورية التشيك لكرة السلة
منتخب الجمهورية التشيكية لكرة السلة هو ممثل الجمهورية التشيكية الرسمي في المنافسات الدولية في كرة السلة. ينتمي إلى منطقة الاتحاد الأوروبي لكرة السلة. انضم إلى الاتحاد الدولي لكرة السلة في عام 1993.

## البطولات التي شارك فيها
- بطولة أمم أوروبا لكرة السلة